# Élections municipales de 2026 en Guadeloupe
Pour un article plus général, voir Élections municipales françaises de 2026.
Les élections municipales en Guadeloupe sont prévues en mars 2026. Cette page ne traite que les communes de 1 000 habitants et plus en Guadeloupe.

## Résultats à l'échelle du département

### Maires sortants et maires élus
| Commune                     | Population (en 2022) | Maire sortant(e)                  | Parti | Parti | Maire élu(e) | Parti | Parti |
| --------------------------- | -------------------- | --------------------------------- | ----- | ----- | ------------ | ----- | ----- |
| Les Abymes                  | 51 760               | Éric Jalton                       |       | DVG   |              |       |       |
| Anse-Bertrand               | 4 232                | Édouard Delta                     |       | DVD   |              |       |       |
| Baie-Mahault                | 30 943               | Hélène Molia-Polifonte            |       | DVG   |              |       |       |
| Baillif                     | 4 949                | Marie-Yveline Théobald-Ponchateau |       | PS    |              |       |       |
| Basse-Terre                 | 9 419                | André Atallah                     |       | FGPS  |              |       |       |
| Bouillante                  | 6 381                | Thierry Abelli                    |       | DVD   |              |       |       |
| Capesterre-Belle-Eau        | 17 882               | Jean-Philippe Courtois            |       | GUSR  |              |       |       |
| Capesterre-de-Marie-Galante | 3 150                | Jean-Claude Maes                  |       | GUSR  |              |       |       |
| Deshaies                    | 3 792                | Jeanny Marc                       |       | GUSR  |              |       |       |
| La Désirade                 | 1 349                | Loïc Tonton                       |       | SE    |              |       |       |
| Le Gosier                   | 27 205               | Liliane Montout                   |       | SE    |              |       |       |
| Gourbeyre                   | 7 378                | Claude Edmond                     |       | FGPS  |              |       |       |
| Goyave                      | 7 640                | Ferdy Louisy                      |       | FGPS  |              |       |       |
| Grand-Bourg                 | 4 678                | Maryse Etzol                      |       | GUSR  |              |       |       |
| Lamentin                    | 18 437               | Jocelyn Sapotille                 |       | FGPS  |              |       |       |
| Morne-à-l'Eau               | 15 839               | Jean Bardail                      |       | GUSR  |              |       |       |
| Le Moule                    | 22 924               | Gabrielle Louis-Carabin           |       | RE    |              |       |       |
| Petit-Bourg                 | 24 299               | David Nébor                       |       | RE    |              |       |       |
| Petit-Canal                 | 8 206                | Blaise Mornal                     |       | FGPS  |              |       |       |
| Pointe-à-Pitre              | 14 855               | Harry Durimel                     |       | LÉ    |              |       |       |
| Pointe-Noire                | 5 813                | Camille Elisabeth                 |       | GUSR  |              |       |       |
| Port-Louis                  | 5 591                | Jean-Marie Hubert                 |       | GUSR  |              |       |       |
| Saint-Claude                | 10 432               | Lucie Weck-Mirre                  |       | FGPS  |              |       |       |
| Saint-François              | 13 249               | Jean-Luc Périan                   |       | GUSR  |              |       |       |
| Saint-Louis                 | 2 594                | François Navis                    |       | DVG   |              |       |       |
| Sainte-Anne                 | 24 415               | Francs Baptiste                   |       | PPDG  |              |       |       |
| Sainte-Rose                 | 17 494               | Adrien Baron                      |       | RE    |              |       |       |
| Terre-de-Haut               | 1 479                | Hilaire Brudey                    |       | FGPS  |              |       |       |
| Trois-Rivières              | 7 519                | Jean-Louis Francisque             |       | FGPS  |              |       |       |
| Vieux-Fort                  | 1 730                | Héric André                       |       | GUSR  |              |       |       |
| Vieux-Habitants             | 7 040                | Jules Otto                        |       | FGPS  |              |       |       |

### Résultats en nombre de maires
| Partis       | Partis                                        | Maires sortants | Maires élus | Évolution |
| ------------ | --------------------------------------------- | --------------- | ----------- | --------- |
|              | Fédération guadeloupéenne du Parti socialiste | 9               |             |           |
|              | Divers gauche                                 | 3               |             |           |
|              | Les Écologistes                               | 1               |             |           |
|              | Parti progressiste démocratique guadeloupéen  | 1               |             |           |
|              | Parti socialiste                              | 1               |             |           |
| Total gauche | Total gauche                                  | 15              |             |           |
|              | Guadeloupe unie, solidaire et responsable     | 9               |             |           |
|              | Renaissance                                   | 3               |             |           |
| Total centre | Total centre                                  | 12              |             |           |
|              | Divers droite                                 | 2               |             |           |
| Total droite | Total droite                                  | 2               |             |           |
|              | Sans étiquette                                | 2               |             |           |
| Total        | Total                                         | 31              | 31          | -         |

## Résultats dans les communes de plus de 1 000 habitants

### Les Abymes
- Maire sortant : Éric Jalton (DVG)
- 45 sièges à pourvoir au conseil municipal (population légale 2022 : 51 760 habitants)
- 24 sièges à pourvoir au conseil communautaire (CA Cap Excellence)

| Tête de liste | Tête de liste | Parti(s) | Nuance | Premier tour | Premier tour | Second tour | Second tour | Sièges | Sièges |
| Tête de liste | Tête de liste | Parti(s) | Nuance | Voix         | %            | Voix        | %           | CM     | CC     |
| ------------- | ------------- | -------- | ------ | ------------ | ------------ | ----------- | ----------- | ------ | ------ |

### Anse-Bertrand
- Maire sortant : Édouard Delta (DVD)
- 27 sièges à pourvoir au conseil municipal (population légale 2022 : 4 232 habitants)
- 3 sièges à pourvoir au conseil communautaire (CA du Nord Grande-Terre)

| Tête de liste | Tête de liste | Parti(s) | Nuance | Premier tour | Premier tour | Second tour | Second tour | Sièges | Sièges |
| Tête de liste | Tête de liste | Parti(s) | Nuance | Voix         | %            | Voix        | %           | CM     | CC     |
| ------------- | ------------- | -------- | ------ | ------------ | ------------ | ----------- | ----------- | ------ | ------ |

### Baie-Mahault
- Maire sortante : Hélène Molia-Polifonte (DVG)
- 39 sièges à pourvoir au conseil municipal (population légale 2022 : 30 943 habitants)
- 16 sièges à pourvoir au conseil communautaire (CA Cap Excellence)

| Tête de liste | Tête de liste | Parti(s) | Nuance | Premier tour | Premier tour | Second tour | Second tour | Sièges | Sièges |
| Tête de liste | Tête de liste | Parti(s) | Nuance | Voix         | %            | Voix        | %           | CM     | CC     |
| ------------- | ------------- | -------- | ------ | ------------ | ------------ | ----------- | ----------- | ------ | ------ |

### Baillif
- Maire sortante : Marie-Yveline Théobald-Ponchateau (PS)
- 27 sièges à pourvoir au conseil municipal (population légale 2022 : 4 949 habitants)
- 3 sièges à pourvoir au conseil communautaire (CA Grand Sud Caraïbe)

| Tête de liste | Tête de liste | Parti(s) | Nuance | Premier tour | Premier tour | Second tour | Second tour | Sièges | Sièges |
| Tête de liste | Tête de liste | Parti(s) | Nuance | Voix         | %            | Voix        | %           | CM     | CC     |
| ------------- | ------------- | -------- | ------ | ------------ | ------------ | ----------- | ----------- | ------ | ------ |

### Basse-Terre
- Maire sortant : André Atallah (FGPS)
- 29 sièges à pourvoir au conseil municipal (population légale 2022 : 9 419 habitants)
- 5 sièges à pourvoir au conseil communautaire (CA Grand Sud Caraïbe)

| Tête de liste | Tête de liste | Parti(s) | Nuance | Premier tour | Premier tour | Second tour | Second tour | Sièges | Sièges |
| Tête de liste | Tête de liste | Parti(s) | Nuance | Voix         | %            | Voix        | %           | CM     | CC     |
| ------------- | ------------- | -------- | ------ | ------------ | ------------ | ----------- | ----------- | ------ | ------ |

### Bouillante
- Maire sortant : Thierry Abelli (DVD)
- 29 sièges à pourvoir au conseil municipal (population légale 2022 : 6 381 habitants)
- 4 sièges à pourvoir au conseil communautaire (CA Grand Sud caraïbe)

| Tête de liste | Tête de liste | Parti(s) | Nuance | Premier tour | Premier tour | Second tour | Second tour | Sièges | Sièges |
| Tête de liste | Tête de liste | Parti(s) | Nuance | Voix         | %            | Voix        | %           | CM     | CC     |
| ------------- | ------------- | -------- | ------ | ------------ | ------------ | ----------- | ----------- | ------ | ------ |

### Capesterre-Belle-Eau
- Maire sortant : Jean-Philippe Courtois (GUSR)
- 33 sièges à pourvoir au conseil municipal (population légale 2022 : 17 882 habitants)
- 11 sièges à pourvoir au conseil communautaire (CA Grand Sud Caraïbe)

| Tête de liste | Tête de liste | Parti(s) | Nuance | Premier tour | Premier tour | Second tour | Second tour | Sièges | Sièges |
| Tête de liste | Tête de liste | Parti(s) | Nuance | Voix         | %            | Voix        | %           | CM     | CC     |
| ------------- | ------------- | -------- | ------ | ------------ | ------------ | ----------- | ----------- | ------ | ------ |

### Capesterre-de-Marie-Galante
- Maire sortant : Jean-Claude Maes (GUSR)
- 23 sièges à pourvoir au conseil municipal (population légale 2022 : 3 150 habitants)
- 4 sièges à pourvoir au conseil communautaire (CC du Marie-Galante)

| Tête de liste | Tête de liste | Parti(s) | Nuance | Premier tour | Premier tour | Second tour | Second tour | Sièges | Sièges |
| Tête de liste | Tête de liste | Parti(s) | Nuance | Voix         | %            | Voix        | %           | CM     | CC     |
| ------------- | ------------- | -------- | ------ | ------------ | ------------ | ----------- | ----------- | ------ | ------ |

### Deshaies
- Maire sortante : Jeanny Marc (GUSR)
- 27 sièges à pourvoir au conseil municipal (population légale 2022 : 3 792 habitants)
- 2 sièges à pourvoir au conseil communautaire (CA du Nord Basse-Terre)

| Tête de liste | Tête de liste | Parti(s) | Nuance | Premier tour | Premier tour | Second tour | Second tour | Sièges | Sièges |
| Tête de liste | Tête de liste | Parti(s) | Nuance | Voix         | %            | Voix        | %           | CM     | CC     |
| ------------- | ------------- | -------- | ------ | ------------ | ------------ | ----------- | ----------- | ------ | ------ |

### La Désirade
- Maire sortant : Loïc Tonton (SE)
- 15 sièges à pourvoir au conseil municipal (population légale 2022 : 1 349 habitants)
- 1 siège à pourvoir au conseil communautaire (CA La Riviéra du Levant)

| Tête de liste | Tête de liste | Parti(s) | Nuance | Premier tour | Premier tour | Second tour | Second tour | Sièges | Sièges |
| Tête de liste | Tête de liste | Parti(s) | Nuance | Voix         | %            | Voix        | %           | CM     | CC     |
| ------------- | ------------- | -------- | ------ | ------------ | ------------ | ----------- | ----------- | ------ | ------ |

### Le Gosier
- Maire sortante : Liliane Montout (SE)
- 35 sièges à pourvoir au conseil municipal (population légale 2022 : 27 205 habitants)
- 17 sièges à pourvoir au conseil communautaire (CA La Riviéra du Levant)

| Tête de liste | Tête de liste | Parti(s) | Nuance | Premier tour | Premier tour | Second tour | Second tour | Sièges | Sièges |
| Tête de liste | Tête de liste | Parti(s) | Nuance | Voix         | %            | Voix        | %           | CM     | CC     |
| ------------- | ------------- | -------- | ------ | ------------ | ------------ | ----------- | ----------- | ------ | ------ |

### Gourbeyre
- Maire sortant : Claude Edmond (FGPS)
- 29 sièges à pourvoir au conseil municipal (population légale 2022 : 7 378 habitants)
- 4 sièges à pourvoir au conseil communautaire (CA Grand Sud Caraïbe)

| Tête de liste | Tête de liste | Parti(s) | Nuance | Premier tour | Premier tour | Second tour | Second tour | Sièges | Sièges |
| Tête de liste | Tête de liste | Parti(s) | Nuance | Voix         | %            | Voix        | %           | CM     | CC     |
| ------------- | ------------- | -------- | ------ | ------------ | ------------ | ----------- | ----------- | ------ | ------ |

### Goyave
- Maire sortant : Ferdy Louisy (PS)
- 29 sièges à pourvoir au conseil municipal (population légale 2022 : 7 640 habitants)
- 4 sièges à pourvoir au conseil communautaire (CA du Nord Basse-Terre)

| Tête de liste | Tête de liste | Parti(s) | Nuance | Premier tour | Premier tour | Second tour | Second tour | Sièges | Sièges |
| Tête de liste | Tête de liste | Parti(s) | Nuance | Voix         | %            | Voix        | %           | CM     | CC     |
| ------------- | ------------- | -------- | ------ | ------------ | ------------ | ----------- | ----------- | ------ | ------ |

### Grand-Bourg
- Maire sortante : Maryse Etzol (GUSR)
- 27 sièges à pourvoir au conseil municipal (population légale 2022 : 4 678 habitants)
- 7 sièges à pourvoir au conseil communautaire (CC de Marie-Galante)

| Tête de liste | Tête de liste | Parti(s) | Nuance | Premier tour | Premier tour | Second tour | Second tour | Sièges | Sièges |
| Tête de liste | Tête de liste | Parti(s) | Nuance | Voix         | %            | Voix        | %           | CM     | CC     |
| ------------- | ------------- | -------- | ------ | ------------ | ------------ | ----------- | ----------- | ------ | ------ |

### Lamentin
- Maire sortant : Jocelyn Sapotille (FGPS)
- 33 sièges à pourvoir au conseil municipal (population légale 2022 : 18 437 habitants)
- 9 sièges à pourvoir au conseil communautaire (CA du Nord Basse-Terre)

| Tête de liste | Tête de liste | Parti(s) | Nuance | Premier tour | Premier tour | Second tour | Second tour | Sièges | Sièges |
| Tête de liste | Tête de liste | Parti(s) | Nuance | Voix         | %            | Voix        | %           | CM     | CC     |
| ------------- | ------------- | -------- | ------ | ------------ | ------------ | ----------- | ----------- | ------ | ------ |

### Morne-à-l'Eau
- Maire sortant : Jean Bardail (GUSR)
- 33 sièges à pourvoir au conseil municipal (population légale 2022 : 15 839 habitants)
- 12 sièges à pourvoir au conseil communautaire (CA du Nord Grande-Terre)

| Tête de liste | Tête de liste | Parti(s) | Nuance | Premier tour | Premier tour | Second tour | Second tour | Sièges | Sièges |
| Tête de liste | Tête de liste | Parti(s) | Nuance | Voix         | %            | Voix        | %           | CM     | CC     |
| ------------- | ------------- | -------- | ------ | ------------ | ------------ | ----------- | ----------- | ------ | ------ |

### Le Moule
- Maire sortante : Gabrielle Louis-Carabin (RE)
- 35 sièges à pourvoir au conseil municipal (population légale 2022 : 22 924 habitants)
- 16 sièges à pourvoir au conseil communautaire (CA du Nord Grande-Terre)

| Tête de liste | Tête de liste | Parti(s) | Nuance | Premier tour | Premier tour | Second tour | Second tour | Sièges | Sièges |
| Tête de liste | Tête de liste | Parti(s) | Nuance | Voix         | %            | Voix        | %           | CM     | CC     |
| ------------- | ------------- | -------- | ------ | ------------ | ------------ | ----------- | ----------- | ------ | ------ |

### Petit-Bourg
- Maire sortant : David Nébor (RE)
- 35 sièges à pourvoir au conseil municipal (population légale 2022 : 24 299 habitants)
- 13 sièges à pourvoir au conseil communautaire (CA du Nord Basse-Terre)

| Tête de liste | Tête de liste | Parti(s) | Nuance | Premier tour | Premier tour | Second tour | Second tour | Sièges | Sièges |
| Tête de liste | Tête de liste | Parti(s) | Nuance | Voix         | %            | Voix        | %           | CM     | CC     |
| ------------- | ------------- | -------- | ------ | ------------ | ------------ | ----------- | ----------- | ------ | ------ |

### Petit-Canal
- Maire sortant : Blaise Mornal (PS)
- 29 sièges à pourvoir au conseil municipal (population légale 2022 : 8 206 habitants)
- 5 sièges à pourvoir au conseil communautaire (CA du Nord Grande-Terre)

| Tête de liste | Tête de liste | Parti(s) | Nuance | Premier tour | Premier tour | Second tour | Second tour | Sièges | Sièges |
| Tête de liste | Tête de liste | Parti(s) | Nuance | Voix         | %            | Voix        | %           | CM     | CC     |
| ------------- | ------------- | -------- | ------ | ------------ | ------------ | ----------- | ----------- | ------ | ------ |

### Pointe-à-Pitre
- Maire sortant : Harry Durimel (LÉ)
- 33 sièges à pourvoir au conseil municipal (population légale 2022 : 14 855 habitants)
- 8 sièges à pourvoir au conseil communautaire (CA Cap Excellence)

| Tête de liste | Tête de liste | Parti(s) | Nuance | Premier tour | Premier tour | Second tour | Second tour | Sièges | Sièges |
| Tête de liste | Tête de liste | Parti(s) | Nuance | Voix         | %            | Voix        | %           | CM     | CC     |
| ------------- | ------------- | -------- | ------ | ------------ | ------------ | ----------- | ----------- | ------ | ------ |

### Pointe-Noire
- Maire sortant : Camille Elisabeth (GUSR)
- 29 sièges à pourvoir au conseil municipal (population légale 2022 : 5 813 habitants)
- 3 sièges à pourvoir au conseil communautaire (CA du Nord Basse-Terre)

| Tête de liste | Tête de liste | Parti(s) | Nuance | Premier tour | Premier tour | Second tour | Second tour | Sièges | Sièges |
| Tête de liste | Tête de liste | Parti(s) | Nuance | Voix         | %            | Voix        | %           | CM     | CC     |
| ------------- | ------------- | -------- | ------ | ------------ | ------------ | ----------- | ----------- | ------ | ------ |

### Port-Louis
- Maire sortant : Jean-Marie Hubert (GUSR)
- 29 sièges à pourvoir au conseil municipal (population légale 2022 : 5 591 habitants)
- 4 sièges à pourvoir au conseil communautaire (CA du Nord Grande-Terre)

| Tête de liste | Tête de liste | Parti(s) | Nuance | Premier tour | Premier tour | Second tour | Second tour | Sièges | Sièges |
| Tête de liste | Tête de liste | Parti(s) | Nuance | Voix         | %            | Voix        | %           | CM     | CC     |
| ------------- | ------------- | -------- | ------ | ------------ | ------------ | ----------- | ----------- | ------ | ------ |

### Saint-Claude
- Maire sortante : Lucie Weck-Mirre (FGPS)
- 33 sièges à pourvoir au conseil municipal (population légale 2022 : 10 432 habitants)
- 6 sièges à pourvoir au conseil communautaire (CA Grand Sud Caraïbe)

| Tête de liste | Tête de liste | Parti(s) | Nuance | Premier tour | Premier tour | Second tour | Second tour | Sièges | Sièges |
| Tête de liste | Tête de liste | Parti(s) | Nuance | Voix         | %            | Voix        | %           | CM     | CC     |
| ------------- | ------------- | -------- | ------ | ------------ | ------------ | ----------- | ----------- | ------ | ------ |

### Saint-François
- Maire sortant : Jean-Luc Périan (GUSR)
- 33 sièges à pourvoir au conseil municipal (population légale 2022 : 13 249 habitants)
- 8 sièges à pourvoir au conseil communautaire (CA La Riviéra du Levant)

| Tête de liste | Tête de liste | Parti(s) | Nuance | Premier tour | Premier tour | Second tour | Second tour | Sièges | Sièges |
| Tête de liste | Tête de liste | Parti(s) | Nuance | Voix         | %            | Voix        | %           | CM     | CC     |
| ------------- | ------------- | -------- | ------ | ------------ | ------------ | ----------- | ----------- | ------ | ------ |

### Saint-Louis
- Maire sortant : François Navis (DVG)
- 23 sièges à pourvoir au conseil municipal (population légale 2022 : 2 594 habitants)
- 4 sièges à pourvoir au conseil communautaire (CC de Marie-Galante)

| Tête de liste | Tête de liste | Parti(s) | Nuance | Premier tour | Premier tour | Second tour | Second tour | Sièges | Sièges |
| Tête de liste | Tête de liste | Parti(s) | Nuance | Voix         | %            | Voix        | %           | CM     | CC     |
| ------------- | ------------- | -------- | ------ | ------------ | ------------ | ----------- | ----------- | ------ | ------ |

### Sainte-Anne
- Maire sortant : Francs Baptiste (PPDG)
- 35 sièges à pourvoir au conseil municipal (population légale 2022 : 24 415 habitants)
- 15 sièges à pourvoir au conseil communautaire (CA La Riviéra de Levant)

| Tête de liste            | Tête de liste      | Parti(s) | Nuance | Premier tour | Premier tour | Second tour | Second tour | Sièges | Sièges |
| Tête de liste            | Tête de liste      | Parti(s) | Nuance | Voix         | %            | Voix        | %           | CM     | CC     |
| ------------------------ | ------------------ | -------- | ------ | ------------ | ------------ | ----------- | ----------- | ------ | ------ |
|                          | Lydia Faro-Couriol | PPDG     |        |              |              |             |             |        |        |
|                          |                    |          |        |              |              |             |             |        |        |
| Exprimés                 |                    |          |        |              |              |             |             |        |        |
| Votes blancs             |                    |          |        |              |              |             |             |        |        |
| Votes nuls               |                    |          |        |              |              |             |             |        |        |
| Total                    | Total              | Total    | Total  |              | 100          |             | 100         | 35     | 15     |
| Absentions               |                    |          |        |              |              |             |             |        |        |
| Inscrits / participation |                    |          |        |              |              |             |             |        |        |

### Sainte-Rose
- Maire sortant : Adrien Baron (SE)
- 33 sièges à pourvoir au conseil municipal (population légale 2022 : 17 494 habitants)
- 11 sièges à pourvoir au conseil communautaire (CA du Nord Basse-Terre)

| Tête de liste | Tête de liste | Parti(s) | Nuance | Premier tour | Premier tour | Second tour | Second tour | Sièges | Sièges |
| Tête de liste | Tête de liste | Parti(s) | Nuance | Voix         | %            | Voix        | %           | CM     | CC     |
| ------------- | ------------- | -------- | ------ | ------------ | ------------ | ----------- | ----------- | ------ | ------ |

### Terre-de-Haut
- Maire sortant : Hilaire Brudey (FGPS)
- 15 sièges à pourvoir au conseil municipal (population légale 2022 : 1 479 habitants)
- 1 siège à pourvoir au conseil communautaire (CA Grand Sud Caraïbe)

| Tête de liste | Tête de liste | Parti(s) | Nuance | Premier tour | Premier tour | Second tour | Second tour | Sièges | Sièges |
| Tête de liste | Tête de liste | Parti(s) | Nuance | Voix         | %            | Voix        | %           | CM     | CC     |
| ------------- | ------------- | -------- | ------ | ------------ | ------------ | ----------- | ----------- | ------ | ------ |

### Trois-Rivières
- Maire sortant : Jean-Louis Francisque (FGPS)
- 29 sièges à pourvoir au conseil municipal (population légale 2022 : 7 519 habitants)
- 4 sièges à pourvoir au conseil communautaire (CA Grand Sud Caraïbe)

| Tête de liste | Tête de liste | Parti(s) | Nuance | Premier tour | Premier tour | Second tour | Second tour | Sièges | Sièges |
| Tête de liste | Tête de liste | Parti(s) | Nuance | Voix         | %            | Voix        | %           | CM     | CC     |
| ------------- | ------------- | -------- | ------ | ------------ | ------------ | ----------- | ----------- | ------ | ------ |

### Vieux-Fort
- Maire sortant : Héric André (GUSR)
- 19 sièges à pourvoir au conseil municipal (population légale 2022 : 1 730 habitants)
- 1 siège à pourvoir au conseil communautaire (CA Grand Sud Caraïbe)

| Tête de liste | Tête de liste | Parti(s) | Nuance | Premier tour | Premier tour | Second tour | Second tour | Sièges | Sièges |
| Tête de liste | Tête de liste | Parti(s) | Nuance | Voix         | %            | Voix        | %           | CM     | CC     |
| ------------- | ------------- | -------- | ------ | ------------ | ------------ | ----------- | ----------- | ------ | ------ |

### Vieux-Habitants
- Maire sortant : Jules Otto (FGPS)
- 29 sièges à pourvoir au conseil municipal (population légale 2022 : 7 040 habitants)
- 4 sièges à pourvoir au conseil communautaire (CA Grand Sud Caraïbe)

| Tête de liste | Tête de liste | Parti(s) | Nuance | Premier tour | Premier tour | Second tour | Second tour | Sièges | Sièges |
| Tête de liste | Tête de liste | Parti(s) | Nuance | Voix         | %            | Voix        | %           | CM     | CC     |
| ------------- | ------------- | -------- | ------ | ------------ | ------------ | ----------- | ----------- | ------ | ------ |